# دهستان جیرنده
دهستان جیرنده دهستانی است از توابع بخش عمارلو شهرستان رودبار در استان گیلان ایران.

## جمعیت
براساس سرشماری سال ۱۳۸۵، جمعیت آن ۲،۸۲۶ نفر (۳،۴۳۹ خانوار) بوده است.